# Das Model
Das Model (engl. The Model, bis zum 2009er Remaster-Albumtitel: Das Modell) ist ein Lied der deutschen Band Kraftwerk. Es erschien erstmals auf dem 1978er Album Die Mensch-Maschine und wurde ebenfalls 1978 als Single veröffentlicht. Das Stück ist 3:39 min lang. Der Text stammt von Emil Schult, die Musik komponierten Karl Bartos und Ralf Hütter.

## Hintergrund
Das Lied erzählt die Geschichte eines Models und fällt damit als einziges Lied aus dem ansonsten futuristischen Gesamtkonzept des Albums heraus. Es ist das eingängigste Stück des Albums und wurde deshalb als Singleauskopplung ausgewählt. Das Model gehört noch heute zu den Liedern, welche die Band auf Konzerten spielt.
Als die Textidee zu dem Lied entstand, war Emil Schult hoffnungslos in ein Model verliebt. Unter diesem Einfluss schrieb er die Verse nieder, die später das Textgerüst des Liedes wurden. Schult hatte auch Musik dazu komponiert, die sehr gitarrenlastig war und damit nicht zum musikalischen Konzept von Kraftwerk passte. Deshalb schrieben Bartos und Hütter die Musik neu. Die Stimme, die nach der Zeile „Sie trinkt im Nachtclub immer Sekt“ das „korrekt!“ ruft, gehört einem Kellner, der die Band zur Zeit der Aufnahme regelmäßig im Düsseldorfer Szene-Lokal "Mora´s Lost Angels Club" an der Schneider-Wibbel-Gasse bediente und seine Frage an neu eintreffende Gäste – „Hallööchen. Sekt?“ – grundsätzlich selbst beantwortete: „Korrekt!“ Kraftwerk luden ihn daraufhin in ihr Studio ein und nahmen ihn für das Lied auf.

## Veröffentlichung
Die erste Veröffentlichung des Liedes war als Singleauskopplung aus dem Album Die Mensch-Maschine, auf der B-Seite befand sich das Stück Neonlicht. Daneben erschien eine EP mit zwei weiteren Liedern: Die Roboter und Trans Europa Express. Diese Veröffentlichungen konnten sich nicht in den Charts platzieren. 1981 veröffentlichte die Plattenfirma EMI die englischsprachige Version von Computerliebe (engl. Titel Computer Love) vom 1981er Album Computerwelt als Single, wobei jedoch der Liedtext stark gekürzt wurde. Auf der B-Seite befand sich die englische Version von Das Model (engl. Titel The Model). Englische DJs spielten im Zuge der New-Romantic-Bewegung die B-Seite öfter als die neuere A-Seite. Daraufhin veröffentlichte EMI die Single neu und diese erreichte 1982 den ersten Platz in den britischen Single-Charts. In Deutschland erreichte sie Platz 7 und ist damit bis heute Kraftwerks erfolgreichste Single.
Der Song wurde ebenfalls auf dem Album Minimum-Maximum (2005) von Kraftwerk veröffentlicht.

## Coverversionen (Auswahl)
- 1979: Snakefinger auf dem Album Chewing Hides the Sound
- 1987: Big Black auf dem Album Songs about Fucking
- 1990: Hannes Kröger auf der Single Das Model
- 1992: Das Bălănescu Quartett auf dem Album Possessed
- 1992: Ride auf Ruby Trax: The NME’s Roaring Forty
- 1997: Rammstein auf der Single Das Modell
- 1998: David Byrne und das Bălănescu Quartett beim Fernsehauftritt für die Reihe "In Session"
- 1998: Sopor Aeternus unter dem Titel Modela est mit lateinischem Text auf dem Album Voyager – The Jugglers of Jusa
- 2001: Zoot Woman auf dem Album Living in a Magazine
- 2002: Veronika Zemanová The model
- 2003: The Cardigans auf der Single For What It’s Worth
- 2005: Scala & Kolacny Brothers auf dem Album Grenzenlos
- 2006: Eläkeläiset im Humppa-Stil auf der EP Das Humppawerk
- 2007: Erdmöbel auf dem Album No.1 Hits
- 2007: Polkaholix auf dem Album The Great Polka Swindel
- 2007: Messer Chups
- 2008: The Swell Season live seit 2008
- 2010: Schwartz auf der EP Geliebte Mutti
- 2010: Seu Jorge auf dem Album Seu Jorge and Almaz
- 2010: Tangerine Dream auf dem Album Under Cover – Chapter One
- 2011: U2 live und zusammen mit Seu Jorge in Sao Paulo
- 2012: [em] auf dem Album Wasted & Wanted
- 2012: Die Toten Hosen auf dem Album Die Geister, die wir riefen
- 2013: Dieter Thomas Kuhn & Band
- 2014: Stefan Stoppok auf dem Album Popschutz
- 2016: Annett Louisan auf dem Album Berlin, Kapstadt, Prag
- 2018: Heino auf dem Album …und tschüss
- 2024: 17 Hippies auf dem Album Clowns & Angels
- Malgosia Fiebig mit den Glocken des Utrechter Doms zu Ehren des verstorbenen Florian Schneider (2020)[3]

Neben den genannten gibt es weitere Coverversionen weniger bekannter Bands, klassische Adaptionen und auch eine Kinderchorfassung.

## Chartplatzierungen
| Jahr | Titel Interpretation              | Höchstplatzierung, Gesamtwochen, AuszeichnungChartplatzierungen (Jahr, Titel, Interpretation, Platzierungen, Wochen, Auszeichnungen, Anmerkungen) | Höchstplatzierung, Gesamtwochen, AuszeichnungChartplatzierungen (Jahr, Titel, Interpretation, Platzierungen, Wochen, Auszeichnungen, Anmerkungen) | Höchstplatzierung, Gesamtwochen, AuszeichnungChartplatzierungen (Jahr, Titel, Interpretation, Platzierungen, Wochen, Auszeichnungen, Anmerkungen) | Höchstplatzierung, Gesamtwochen, AuszeichnungChartplatzierungen (Jahr, Titel, Interpretation, Platzierungen, Wochen, Auszeichnungen, Anmerkungen) | Höchstplatzierung, Gesamtwochen, AuszeichnungChartplatzierungen (Jahr, Titel, Interpretation, Platzierungen, Wochen, Auszeichnungen, Anmerkungen) | Anmerkungen                                                                                             |
| Jahr | Titel Interpretation              | DE | AT | CH | UK | US | Anmerkungen                                                                                             |
| ---- | --------------------------------- | --- | --- | --- | --- | --- | --- |
| 1981 | The Model/Computer Love Kraftwerk | — | — | — | UK1 (21 Wo.)UK | — | Die englische Version von Das Model wurde zusammen mit Computer Love als Doppel-A-Seite veröffentlicht. |
| 1982 | Das Model/Computerliebe Kraftwerk | DE7 (20 Wo.)DE | — | — | — | — | |
| 1997 | Das Modell Rammstein              | DE5 (13 Wo.)DE | AT18 (12 Wo.)AT | — | — | — | |